# 萩光塩学院中学校・高等学校
萩光塩学院中学校・高等学校（はぎこうえんがくいん ちゅうがっこう・こうとうがっこう）は、山口県萩市にある私立の中学校・高等学校。設置者は学校法人萩光塩学院。
山口県では数少ないキリスト教主義学校の一つ。また、全国的に現存数が少なくなった円形校舎を近年まで使用していたが、2017年1月解体された。

## 設置形態
- 中学校
- 高等学校(全日制課程)
  - 普通科
進学コース・看護系進学コース・音楽コース・美術コース・書道コース・生活福祉コース・情報コースの6コースと特別進学コースが設けられており、特別進学コース以外は自由選択が可能。

## 部活動

### 運動系
- 卓球
- バスケットボール
- テニス
- ダンス
- バレーボール
- 陸上競技

### 文化系
- 書道
- 軽音楽
- 合唱
- 吹奏楽
- 美術
- メルセダリアンインターアクト

## アクセス
- JR山陰本線・東萩駅より徒歩11分

## 沿革
- 1890（明治23年）真宗婦人会修善講設置（萩町本願寺別院）。初代校長に中村雪樹[1]
- 1892（明治25年）2代目校長に杉民治就任。
- 1896（明治29年）休校[1]
- 1903（明治36年）萩婦人会（初代会長は毛利安子）によって私立萩婦人会修善女学校設立[1]
- 1948（昭和23年）学校教育法第4条により高等学校設置認可を得、萩女子学園と改称[1]
- 1952（昭和27年）学校法人光塩女子学園と学校法人萩女子学園とが合併[1]
- 1952年2月　光塩女子学院（東京都杉並区）の姉妹校として萩光塩学院[2]開校。高等部、中等部を設置。
- 1977年4月　萩光塩学院高等学校、中学校へ変更
- 1999年4月1日　運営法人を学校法人萩光塩学院へ移行。
- 2003年4月　男女共学に移行。